# Disfenoide achatado
Em geometria, o disfenoide achatado, dodecaedro siamês ou dodecadeltaedro é um dos sólidos de Johnson (J84).

## História
Esta forma foi chamada de dodecaedro siamês em uma publicação de Hans Freudenthal e B. L. van der Waerden em 1947, que primeiro descreveu o conjunto dos oito deltaedros convexos.
O nome dodecadeltaedro foi dado a essa forma por Bernal (1964), referindo-se ao fato de que é um deltaedro de 12 lados. Bernal estava interessado nas formas dos buracos deixados em arranjos irregulares fechados de esferas, então ele usou uma definição restritiva de deltaedros, na qual um deltaedro é um poliedro convexo com faces triangulares que pode ser formado pelos centros de uma coleção de esferas congruentes, cujas tangentes representam arestas do poliedro, tal que não existe espaço para empacotar outra esfera dentro da gaiola criada nesse sistema de esferas. Bernal escreve que o disfenoide achatado é "uma coordenação muito comum para o cálcio na cristalografia".
O nome disfenoide achatado vem da classificação dos sólidos de Johnson.